# Вальденуньйо-Фернандес
Вальденуньйо-Фернандес (ісп. Valdenuño Fernández) — муніципалітет в Іспанії, у складі автономної спільноти Кастилія-Ла-Манча, у провінції Гвадалахара. Населення — 294 особи (2010).
Муніципалітет розташований на відстані близько 47 км на північний схід від Мадрида, 22 км на північний захід від Гвадалахари.
На території муніципалітету розташовані такі населені пункти: (дані про населення за 2010 рік)
- Лас-Деесас: 168 осіб
- Вальденуньйо-Фернандес: 126 осіб

## Демографія
Динаміка населення (INE ):

## Галерея зображень

Розташування муніципалітету у провінції Гвадалахара